# Андрей Штольц
Андрей Иванович Штольц — герой романа И. А. Гончарова «Обломов». Является лучшим другом главного героя романа Ильи Ильича Обломова.

## Образ героя
Андрей Штольц является ровесником своего друга Ильи Обломова, ему чуть за тридцать. По внешности и чертам характера он Обломову противопоставлен. У Андрея выразительные зелёные глаза и смуглое лицо. Автор сравнивает внешность Штольца с лошадью: кости, мускулы и нервы, и ни грамма жира. Андрей имеет не только физическую силу, но и душевную, а также лидерские качества. Он наполовину русский, наполовину немец, и хотя мать у него потомственная дворянка, потомственного статуса он не получил. От родителей он научился двум языкам: русскому и немецкому.
Он деятелен, но ему не присуща суетность. Образование он получил хорошее и не формально, как его друг Обломов.
```
"Образован ты хорошо: перед тобой все карьеры открыты; можешь служить, торговать, хоть сочинять..."
[
1
]
 - говорит о нем отец. 
```

С детства родители его приучили к труду и самостоятельности: он помогал отцу в работе, сам ездил с поручениями. Он и другу своему Обломову часто помогает в его делах. Своей деятельностью он заслужил чин надворного советника, который является достаточно высоким, выше, чем у его друга Обломова, да и получил потомственное дворянство за заслуги.
Андрей великолепный собеседник, обаятельный человек, да еще и богат, что делает его завидным женихом. Он умен, любит читать и постоянно развивается. Он не сидит на месте, в Петербурге его часто не бывает. Андрей хороший, добрый друг, что отмечает и Ольга Ильинская и сам Обломов. В делах добивается успеха, потому что не смотрит по сторонам, проявляет целеустремленность, осторожность и расчётливость.
```
"Выше всего он ставил настойчивость в достижении целей: это было признаком характера в его глазах...он шел к своей цели, отважно шагая через все преграды, и разве только тогда отказывался от задачи, когда на пути его возникала стена или отверзалась непроходимая бездна..."
[
2
]
```

## Мнения критиков
Джошуа С.Уокер пишет, что Андрей олицетворяет культурный сплав на нескольких различных уровнях: семейном, поскольку у него немецкий отец и русская мать; образовательном, поскольку он получает сентиментальную поэзию и логику от своего отца и православные чтения от своей матери; биологическом, поскольку он несет аспекты немецкой природы, но был воспитан на русской почве; и пространственном, поскольку он является продуктом взаимодействия двух противоположных сред.
И. Г. Мазур, изучая поэпизодное влияние Андрея Штольца на Обломова, делает вывод о том, что «поведение Андрея Ивановича полностью психологически мотивировано двумя важнейшими „литературными“ функциями этого персонажа: общей — быть средством выражения идеи романа и частной (сюжетной) — не позволить Обломову погибнуть от лени и апатии. Штольц после череды психологических воздействий на своего друга потерпел неудачу, что утверждает авторскую мысль о первичной роли детских впечатлений в формировании человека и об ответственности каждого индивида за свою судьбу».
Андрей, как герой положительный, демонстрирует уравновешенность, расчетливость во всем, в том числе и в чувствах. Он старается избежать страстных чувств. Но при этом чтобы осознать любовь Ольги, он хочет увидеть признаки ослепления чувством. "Слёзы, хмель и упоение у Обломова и слепота и безотчетность у Штольца — явно категории одного порядка, причем они выходят за пределы привычной логики характера обоих героев, " — пишет Е. И. Пинженина. Она подмечает сходства в характерах главных героев, которых привыкли воспринимать во всём противоположными. Что она относит к свидетельству реализации единого размышления Гончарова о счастье, которое через эпизоды романа воспринимается невозможным для человека.
К. В. Смирнов рассматривает образы героев романа через архетипы К.Юнга. Он отмечает, что «образу Штольца соответствует архетип духа. Во-первых, он появляется в ситуации, когда необходима помощь и понимание; во-вторых, это потустороннее начало в герое. И действительно, Штольц появляется в тот самый момент, когда Обломову необходима помощь». Причем помощь Штольца всегда на деле.

## Фильмография
В фильме «Несколько дней из жизни И. И. Обломова» 1979 года Андрея Штольца играет Юрий Богатырёв.